# ساکای تاداشیگه
ساکای تاداشیگه (به ژاپنی: 酒井忠績 Sakai Tadashige); ۱۲ ژوئیهٔ ۱۸۲۷ – ۳۰ نوامبر ۱۸۹۵) دایمیو در قلمرو هیمه‌جی آخرین تایرو (ژاپن) اهل ژاپن بود.